# Havouri (klippa i Kotka-Fredrikshamn, lat 60,43, long 26,94)
Havouri är en ö i Finland. Den ligger i Finska viken och i kommunen Kotka i den ekonomiska regionen  Kotka-Fredrikshamn i landskapet Kymmenedalen, i den södra delen av landet. Ön ligger nära Kotka och omkring 110 kilometer öster om Helsingfors.
Öns area är 1,1 hektar och dess största längd är 180 meter i öst-västlig riktning. Närmaste större samhälle är Kotka, 3,9 km norr om Havouri.